# Erzsébet belga királyné
Erzsébet (németül: Elisabeth; Possenhofen, Bajorország, 1876. július 25. – Brüsszel, Belgium, 1965. november 23.), Wittelsbach-házból származó bajor hercegnő, aki a későbbi I. Albert belga királlyal kötött házassága révén Belgium királynéja 1909-től hitvese 1934-es haláláig.
A hercegnő volt Károly Tivadar bajor herceg és Maria José portugál infánsnő öt gyermeke közül a második, Erzsébet osztrák császárné unokahúga. Férjével való házasságából összesen három gyermeke született, köztük a későbbi III. Lipót belga király és Mária José olasz királyné, valamint ő volt Jozefina Sarolta luxemburgi nagyhercegné nagyanyja.

## Életrajza

### Ifjúkora

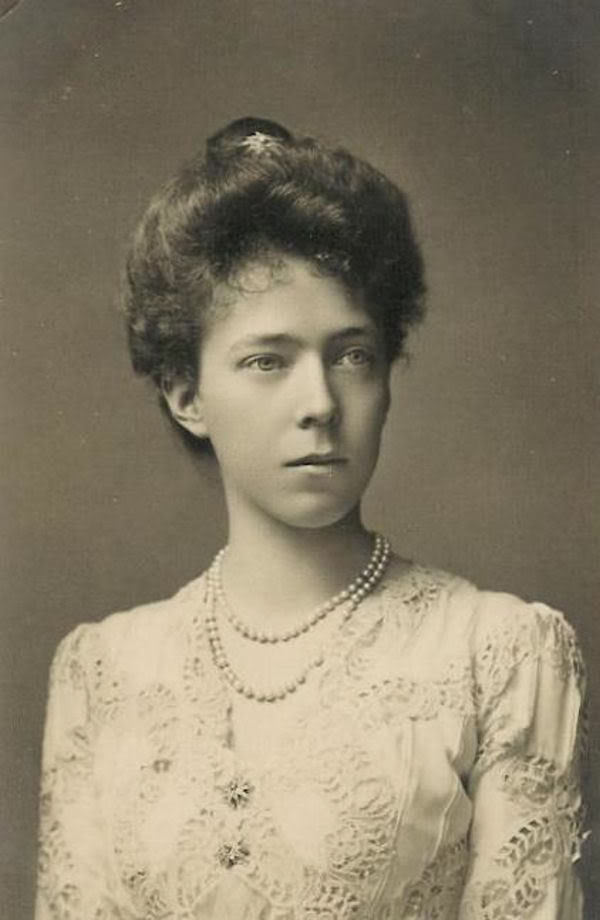
Az ifjú, még hajadon Erzsébet hercegnő 1900 körül

A hercegnő 1876. július 25-én született a bajorországi Possenhofen kistelepülésen, a Wittelsbach-ház bajor hercegi ágának tagjaként. Édesapja Károly Tivadar bajor herceg, míg édesanyja Portugáliai Maria José voltak. Apai ágról I. Miksa bajor, míg anyai ágról I. Mihály portugál király leszármazottja volt, így a legnagyobb európai uralkodóházakkal is rokoni kapcsolatban állt.
A hercegnő volt szülei öt gyermeke közül a második, egyben a második leánygyermek is. Nővére Zsófia Adelheid hercegnő, míg fiatalabb testvérei Mária Gabriella bajor koronahercegné, valamint Lajos Vilmos és Ferenc József hercegek voltak. Apja első, Szászországi Zsófiával való házasságából egy féltestvére származott, Amália hercegnő.
Teljes neve Erzsébet Gabriella Valéria Mária, németül: Elisabeth Gabriele Valérie Marie volt. Nevét nagynénjéről, édesapja kedvenc testvéréről, Erzsébet császárnéról és királynéról kapta. Erzsébet édesapja ismert műkedvelő ember volt és ezt átörökítette családjára is. A hercegnő a zene, a festészet és a szobrászat iránt érzett nagy szeretetet. Apja klinikáján – révén, hogy Károly Tivadar elismert szemorvos és klinikaalapító volt – azt is elsajátította, hogyan kell megbirkózni az emberek szenvedésével.

### Házassága és gyermekei

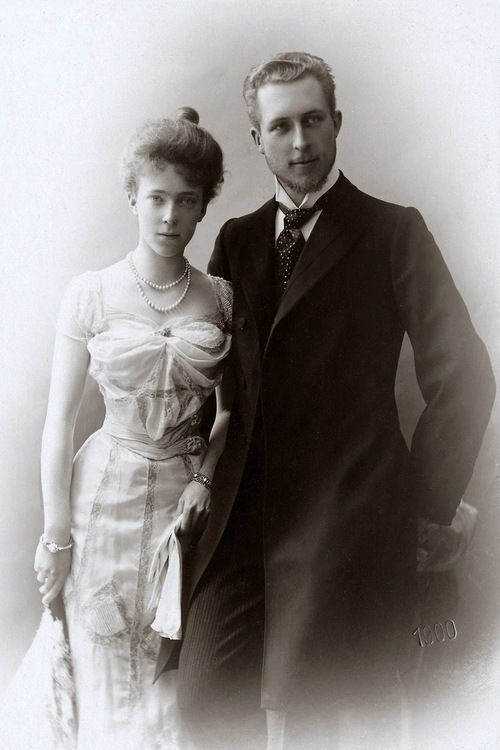
Erzsébet hercegnő és Albert herceg eljegyzési fotója (1900)

Amikor leendő férjével Albert belga herceggel találkozott, az még csak nagybátyjának, II. Lipót belga király trónjának második örököse volt. Találkozásuk nem volt mindennapinak nevezhető: egy temetésen ismerkedtek meg. Erzsébet hercegnő nagynénjét, Zsófia Sarolta bajor hercegnőt búcsúztatták, aki 1897. május 4-én a párizsi Jótékonysági Bazár leégésekor veszítette életét.
A vőlegény édesapja Fülöp, Flandria grófja volt, édesanyja Mária hohenzollern–sigmaringeni hercegnő, I. Károly román király testvére. Születésekor még csak a harmadik helyen állt a trónörökösök közt édesapja és Balduin herceg nevű bátyja után, de a herceg 1891-ben bekövetkezett halálával ő került előtérbe.
Albert herceg és Erzsébet hercegnő eljegyzésére 1900. május 30-án került sor, a házasságot pedig ugyanazon év október 2-án kötötték meg a hercegnő szülővárosában, Possenhofenben. Kapcsolatukból összesen három gyermek született: Lipót, Brabant hercege (1901), Károly, Flandria grófja (1903), és Mária José hercegnő (1906).

### Belgium királynéjaként
1909-ben, nagybátyja halálával Albert herceg I. Albert néven örökölte a belga királyi trónt, így Erzsébet hercegnőből Belgium királynéja lett. A nem sokkal megkoronázásukat követően kitört első világháború alatt Erzsébet és férje egy De Panne nevű kis halászvároskában tartózkodott. Hamar megszerettette magát azzal, hogy látogatásokat tett a frontvonalban harcolók közt, és egy nővéregyletet támogatott. Maga is kitartóan ápolt sebesülteket. 1914-ben kórházat alapított, ahová művészek is ellátogatnak, hogy a betegeket játékukkal szórakoztassák. Német származása ellenére népszerű királynévá vált, és buzgón támogatta választott hazáját.
Férje, a király 1934-ben veszítette életét egy hegymászó baleset következtében, amely Marche-les-Dames-ben, az Ardennek belgiumi részén, Namur közelében történt.
Erzsébet későbbi éveiben is pártfogolta a művészetet. Olyan neves tudósokkal tartott baráti kapcsolatot, mint Albert Einstein. Belgium német megszállása alatt (1940–44 között) kihasználva német kapcsolatait és befolyását, zsidó gyermekek százait mentette meg a deportálástól. Ezért 1965-ben az izraeli kormány a Világ Igaza címet ajándékozta neki. Az 1950-es években Erzsébet gyakran tett látogatást kommunista országokban: járt Kínában, a Lengyel Népköztársaságban és a Szovjetunióban is, amelynek eredményeképpen „vörös királynéként” kezdték emlegetni.
Nyolcvankilenc éves korában halt meg, 1965. november 23-án. A családi sírboltban helyezték örök nyugalomra a laekeni Miasszonyunk-templomban, Brüsszelben.

## Forrás
- Cyrille Boulay: Királyi legendák – Az európai királyi udvarok közelről; 2003.
- The Righteous Among The Nations – Wittelsbach, Elisabeth Queen Mother Adatlapja a Jad Vasem nyilvántartásában.

| Bajorországi Erzsébet Wittelsbach-ház, bajor hercegi ág Született: 1876. július 25. Elhunyt: 1965. november 23. |                                                           |                               |
| |                                                           |                               |
| Előző Ausztriai Mária Henrietta                                                                                 | Belgium királynéja 1909. december 17. – 1934. február 17. | Következő Svédországi Asztrid |